# エーリダノス

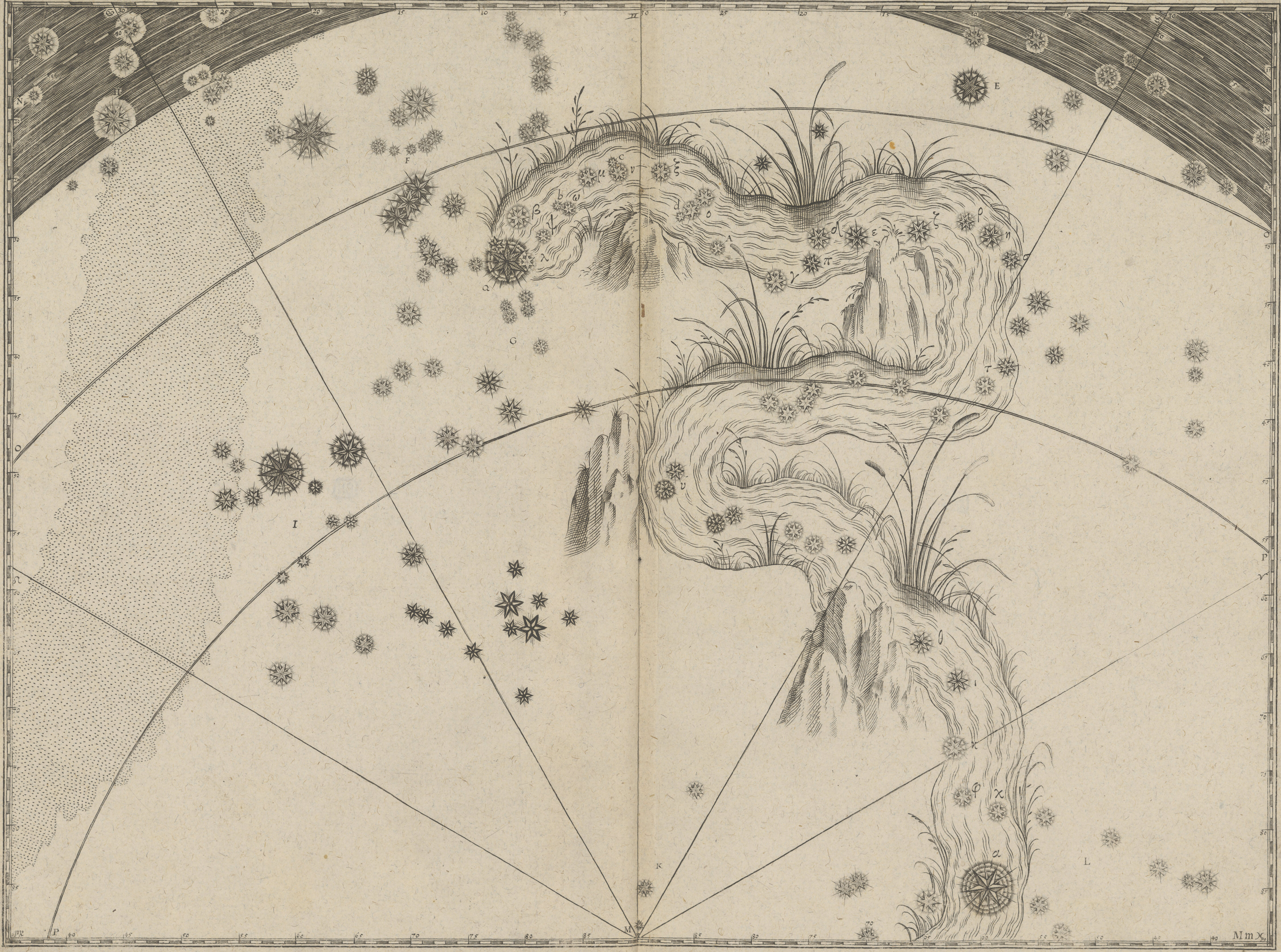
17世紀初頭、ウラノメトリア（バイエル星図）に描かれたエリダヌス座。

エーリダノス（古代ギリシア語: Ἠριδανός, Eridanos）は、ギリシア神話の伝説的な川とその河神。大洋神オーケアノスとテーテュースの子とされている。エーリダノスは世界の極北あるいは西域を流れていて、河口にはエーレクトリデス（琥珀）諸島があると考えられていた。のちに、地理の知識が広がると主としてポー川やまたはローヌ川といった実在の河川と同一視されるようになった。なお、ギリシャのアテネ、ケラメイコス地区にはエリダノス川がある。
星座エリダヌス座にまつわる神話において、パエトーンが墜死した川がエーリダノスだとされる。『ギリシア・ローマ神話辞典』の編纂者高津春繁（1908年 - 1973年）によると、アルゴナウタイの遠征で触れられるエーリダノス川が北海に通じるように描かれていることや、英雄ヘーラクレースが「ヘスペリデスの園」の場所をエーリダノス川のニュンペーたちに尋ねていることなどから、ドナウ川やライン川及びエルベ川からローヌ川にわたる、古代の交易路として伝わる「琥珀の道」がエーリダノス川として記憶されているのではないかとしている。また、イギリスの詩人ロバート・グレーヴス（1895年 - 1985年）は、ポー川流域も青銅器時代に琥珀がバルト海から地中海へと運ばれるルートの最南端だったと述べている。

## エーリダノス川の神話

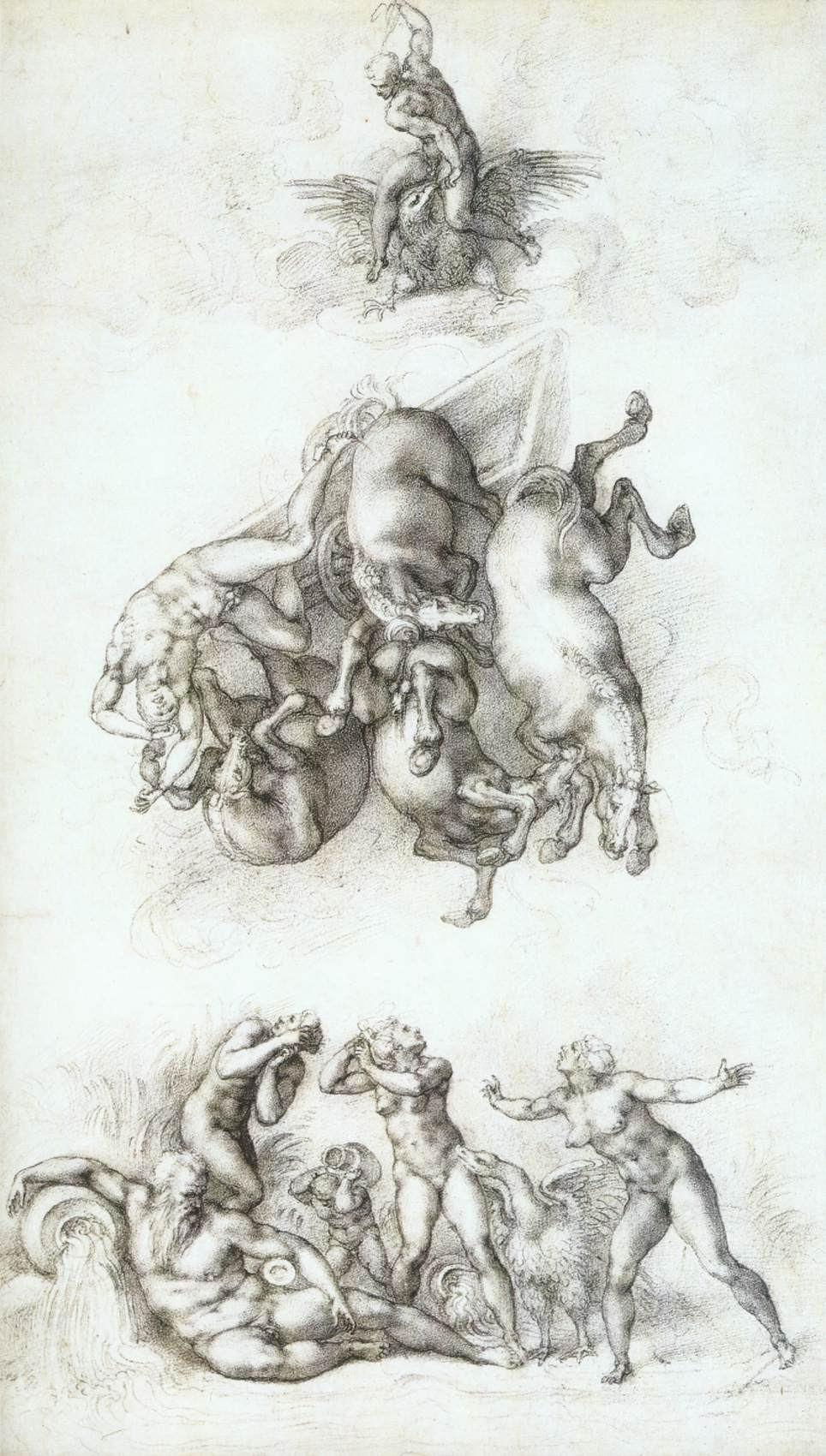
ミケランジェロによる『パエトーンの墜落』（16世紀）。エーリダノスは画面左下で水が流れ出しているアンフォラに腕を乗せた老人の姿で描かれている。

### パエトーンの墜落
ヘーリオスとクリュメネーの息子パエトーンは、父から無理に許しを得て太陽神の戦車に乗ったが、御すことができず、天の道を外れた太陽の火が地を焼き払いそうになった。このため、ゼウスが雷霆で戦車を撃ち落とし、パエトーンはエーリダノス川に墜落して死んだ。彼の姉妹たちは嘆き悲しんでポプラの木となり、流した涙は固まって琥珀となった。また、ヒュギーヌス（紀元前1世紀ごろ）は次のような異説を伝えている。パエトーンが密かに父の戦車に乗ったところ、地上からあまりにも高く昇ったので、恐怖のためエーリダノス川に落ちた。これをゼウスが雷霆で撃ち、あらゆるものが燃え始めた。ゼウスはこの際に人間を滅ぼそうと思い、火を消すふりをして至るところで川を氾濫させたので、デウカリオーンとその妻ピュラーを除く人類が滅んだ。

### アルゴナウタイの航海
アルゴナウタイがコルキスから帰国するルートについては、いろいろな所伝があって一致しないが、アポロドーロス（1世紀 - 2世紀ごろ）やロドスのアポローニオス（紀元前3世紀ごろ）によれば、イアーソーンらがコルキスの金羊毛を奪って帰途についたとき、ドナウ川を遡りエーリダノス川を通過していたところ、アプシュルトスの殺害に怒ったゼウスが嵐を送った。このとき、アルゴー船が声を発してキルケーの浄めを受けなければゼウスの怒りはやまないと教えた。そこで彼らはエーリダノス川を遡り、ローヌ川からケルト人とリグリア人の国を通り、地中海に出てアイアイエー島のキルケーの元へ向かった。なお、グレーヴスは、この神話のコルキスとは、「琥珀の道」の中継地であり、ポー川の下流マントヴァからほど近いコリカリアの誤りだろうと述べている。

### ヘーラクレースの11番目の難行
ヘーラクレースは11番目の難行としてヘスペリデスの黄金の林檎を持ってくるよう命じられた。彼は旅の途中にエケドーロス川でキュクノスと一騎打ちして引き分け、イリュリアを経てエーリダノス川に至った。ヘーラクレースはここで、ゼウスとテミスとの間に生まれたニンフたちからネーレウスを捕まえて情報を聞き出すように教えられた。